# Mixodèctids
Els mixodèctids (Mixodectidae) són una família extinta de mamífers placentaris que visqueren a Nord-amèrica durant el Paleocè, fa entre 56,8 i 66 milions d'anys. Se n'han trobat restes fòssils al Canadà i els Estats Units. La seva posició taxonòmica ha estat en flux des de la seva descripció a finals del segle xix, però avui en dia es considera bastant probable que siguin euarconts i fins i tot hi ha autors que van un pas més enllà i els situen concretament entre els lèmurs voladors. La seva morfologia dental i cranial fa pensar que es nodrien de núcules i llavors dures.